# Drown in Designer
Drown in Designer è il primo mixtape da solista del rapper statunitense Ski Mask the Slump God, pubblicato il 16 maggio 2016 su SoundCloud.
Dopo la sua uscita, l'album è stato revisionato più volte.

## Tracce
1. I LIKE BRICKS – 1:46 (testo: Stokeley Goulbourne – musica: Vznxm)
2. KATE MOSS (feat. Treez LowKey) – 2:16 (testo: Stokeley Goulbourne, Treez LowKey – musica: Treez LowKey)
3. Wheres The Blow! (feat. Lil Pump) – 1:25 (testo: Stokeley Goulbourne, Gazzy Garcia – musica: Dj Patt)
4. TAKE A STEP BACK (feat. XXXTentacion) – 3:30 (testo: Stokeley Goulbourne, Jahseh Onfroy – musica: Ronny J)
5. Billy&Mandy – 1:03 (testo: Stokeley Goulbourne – musica: King Yosef)
6. UNMASK (feat. Denzel Curry e Craig Xen) – 2:45 (testo: Stokeley Goulbourne, Denzel Curry, Craig Xen – musica: CaptainCrunch, Dj Patt)
7. Freaky Fred – 2:12 (testo: Stokeley Goulbourne – musica: Bass Santana)
8. RIP ROACH – 2:50 (testo: Stokeley Goulbourne, Jahseh Onfroy, Stain – musica: Stain)